# Огикубо (станция)

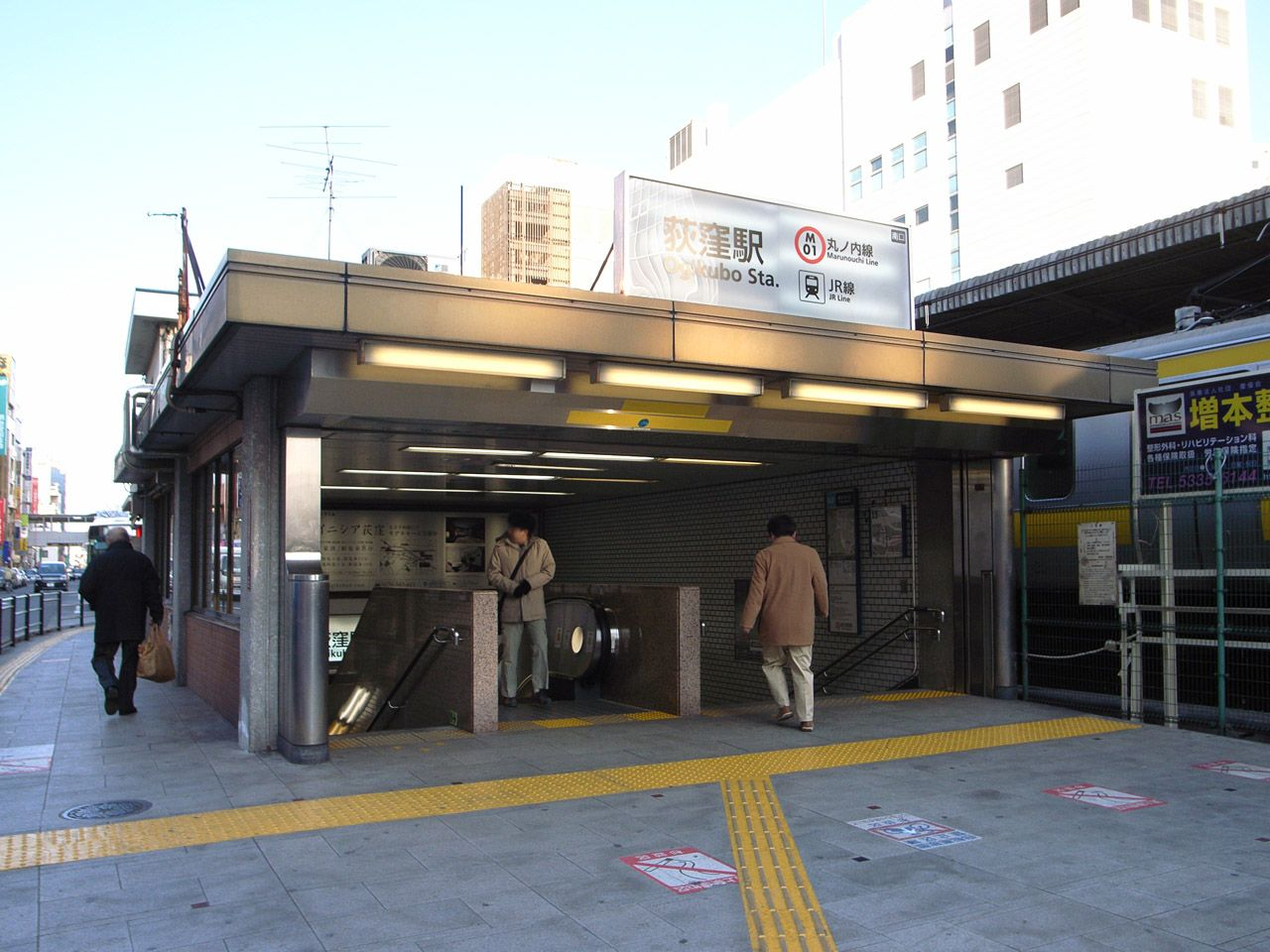
Вход на станцию метро

Станция Огикубо (яп. 荻窪駅 огикубо эки) — железнодорожная станция на линиях Тюо-Собу, Тюо (Скорая) и  Маруноути, расположенная в специальном районе Сугинами, Токио. Станция обозначена номером M-01 на линии Маруноути. На станции установлены автоматические платформенные ворота.

## Близлежащие станции

### JR East
Две платформы островного типа и 4 пути.
| 1 | ■Линия Тюо-Собу     | Митака                        |
| 2 | ■Линия Тюо-Собу     | Синдзюку・Тиба・ Линия Тодзай |
| 3 | ■Линия Тюо (Скорая) | Татикава・Хатиодзи・Такао     |
| 4 | ■Линия Тюо (Скорая) | Накано・Синдзюку・Токио       |

### Tokyo Metro
Одна платформа островного типа и 2 пути.
| 1・2 | Линия Маруноути | Синдзюку・Гиндза・Икэбукуро |

## Близлежащие станции
| «                |  | Линия                         |  | »                    |
| ---------------- |  | ----------------------------- |  | -------------------- |
| Асагая           |  | Линия Тюо (Скорая, по будням) |  | Ниси-Огикубо         |
| Накано           |  | Линия Тюо (Скорая)            |  | Китидзёдзи           |
| Асагая           |  | Линия Тюо-Собу                |  | Ниси-Огикубо         |
| Конечная станция |  | Линия Маруноути               |  | Минами-Асагая (M-02) |